# Mezosoma błonkówek

Plan budowy robotnicy mrówki. Mezosoma oznaczona liczbą 34

Mezosoma (łac. mesosoma, ang. alitrunk) – środkowa część ciała (pseudotagma) u błonkówek z podrzędu trzonkówek.
U trzonkówek (owadziarek i żądłówek) odwłok ulega w stadium poczwarki wtórnemu podziałowi za pomocą przewężenia, zwanego stylikiem lub pomostkiem. Przed pomostkiem znajduje się tylko pierwszy segment odwłoka, określany jako pozatułów, który łączy się z tułowiem w mezosomę. Mezosoma składa się więc z trzech segmentów ciała: przedtułowia, śródtułowia, zatułowia i pozatułowia. Ten ostatni zachowaną ma tylko jedną płytkę: tergum (sternum i pleury ulegają zanikowi). Na mezosomie osadzone są odnóża i skrzydła. Przetchlinki wyraźne są tylko na pozatułowiu (pierwsza para przetchlinek odwłoka), natomiast te na tułowiu są położone na błonach międzysegmentalnych i słabo widoczne.